# 생생 라디오 매거진
생생 라디오 매거진은 KBS 1라디오에서 방송했던 라디오 시사 프로그램이다.

## 역사
2016년 5월 9일에 첫방송을 시작했으며, 원래는 매일 방송이었으나, 2018년 6월 3일부터 매주 일요일 방송으로 축소되어 방송되다가, 2019년 9월 15일 방송을 마지막으로 3년만에 폐지되었다.

## 역대 방송시간
| 방송 채널   | 방송 기간                        | 방송 시간                        |
| ----------- | -------------------------------- | -------------------------------- |
| KBS 1라디오 | 2016년 5월 9일 ~ 2018년 5월 27일 | 매일 낮 12:20 ~ 오후 1:58        |
| KBS 1라디오 | 2018년 6월 3일 ~ 2019년 9월 15일 | 매주 일요일 낮 12:15 ~ 오후 1:58 |

## 역대 진행자

### 매일 방송
- 2016년 5월 9일 ~ 2018년 5월 27일 : 오언종 아나운서 (평일), 김승채 교수 (주말)

### 일요일 방송
- 2018년 6월 3일 ~ 2019년 9월 15일 : 서기철 아나운서